# Heinz Pollay
Heinrich Pollay, detto Heinz (Koszalin, 4 febbraio 1908 – 14 maggio 1979), è stato un cavaliere tedesco.

## Palmarès
- Oro a Berlino 1936 nel dressage individuale.
- Oro a Berlino 1936 nel dressage a squadre.
- Bronzo a Helsinki 1952 nel dressage a squadre.